# Beauvoir-sur-Mer

Beauvoir-sur-Mer este o comună în departamentul Vendée, Franța. În 2009 avea o populație de 3,845 de locuitori.